# Murciélago
Murciélago (in italiano Pipistrello) era un toro de lidia della Navarra, il cui nome divenne popolare dopo che la Lamborghini lo scelse per intitolargli un modello Lamborghini del 2001 in onore della passione per la corrida del fondatore dell'azienda, Ferruccio Lamborghini.
Il dipartimento pubblicitario della Lamborghini ha fatto molti sforzi per rendere popolare questo animale, molto poco conosciuto anche agli stessi appassionati della corrida. Secondo gli specialisti della comunicazione, il toro sarebbe sopravvissuto a 90 colpi di spada in un combattimento tenutosi il 5 ottobre 1879 contro Lagartijo, al Coso de los califas (la plaza de toros precedente a quella attuale) di Cordova. La storia promozionale afferma anche che Murciélago ha combattuto con tanta passione e spirito che la folla chiese al torero di risparmiargli la vita, un onore che venne concesso. Il toro venne quindi offerto come dono a don Antonio Miura che inserì Murciélago nella linea Miura facendolo accoppiare con 70 vacche.
Questa trama, tuttavia, è in gran parte in contrasto con la storia del ranch Miura, i cui tori hanno combattuto per la prima volta in una corrida nel 1849, ben 30 anni prima delle vicende attribuite al toro. È anche difficile da credere che, dopo 24 ferite da taglio profonde e lo stress associato alla perdita del sangue, l'animale potesse sopravvivere.
Pertanto molti fan sia della Lamborghini che della corrida sono rimasti perplessi dalla scelta del nome, accusando il nuovo proprietario tedesco di sfruttare il tema della corrida senza saperne davvero molto.